# Bred (Vissenbjerg)
 For alternative betydninger, se Bred. (Se også artikler, som begynder med Bred)
Bred er en gammel landsby, senere videreudviklet til stationsby i Vissenbjerg sogn, Assens Kommune. Jernbanen blev anlagt 1865.

## Historie
Omkring 1870 omtales byen således: "Bred med Skole, Teglværk og Jernbane-Stoppeplads".
Omkring 1900 beskrives byen således: "Bred, ved Assensvejen, med Skole, Mølle, Teglværk, Jærnbane- og Telegrafstation".
Ifølge folketællingerne havde Bred stationsby 66 husstande og 302 indbyggere i 1916, 172 husstande og 639 indbyggere i 1930, 140 husstande og 452 indbyggere i 1950.
Bred by udgjorde ved sammenvoksningen mellem den gamle landsby og stationsbyen en langstrakt bebyggelse af huse side om side ud ad landevejen og uden nogen egentlig bymidte. I dag er Bred sammenvokset med Vissenbjerg.

## Næringssammensætning

### 1930
Ved folketællingen 1930 opgjordes Bred by og stationsbys næringssammensætning således:
- 197 levede af landbrug m.v.,
- 199 af håndværk og industri,
- 76 af handel og omsætning,
- 8 af immatriel virksomhed,
- 34 af husgerning,
- 59 var ude af erhverv og
- 8 havde ikke angivet indkomstkilde[6].

### 1950
Ved folketællingen 1950 opgjordes Bred by og stationsbys næringssammensætning således:
- 46 levede af landbrug m.v.,
- 241 af håndværk og industri,
- 74 af handel og omsætning,
- 39 af transportvirksomhed,
- 1 af administration og liberale erhverv,
- 50 af aldersrente, pension, formue o.lign., mens
- 1 ikke havde angivet indkomstkilde[4]

### Virksomheder og tjenester 1955
Bred havde omkring 1955 skole, bibliotek, bank(filial), kro, andelsmejeri (oprettet 1897), elektricitetsværk, bryggeri, teglværk, stolefabrik, jernbanestation, posthus, telegrafstation og telefoncentral,